# 羊飼いの礼拝 (エル・グレコ、メトロポリタン美術館)
『羊飼いの礼拝』(ひつじかいのれいはい、西: Adoración de los pastores、英: The Adoration of the Shepherds) は、ギリシャ・クレタ島出身であるマニエリスム期のスペインの巨匠エル・グレコが1605-1610年頃にキャンバス上に油彩で制作した『新約聖書』主題の作品である。「羊飼いの礼拝」を主題とした作品を画家は少なくとも8点以上描いたが、本作は画業の最後の10年間に属する作品で、制作当時は個人の礼拝堂に設置されていたと考えられる。作品は1905年にロジャーズ (Rogers) 基金により取得されて以来、ニューヨークのメトロポリタン美術館に所蔵されている。

## 主題
本作の主題である「羊飼いの礼拝」は「キリスト降誕」に代わる意味を持っていた。『新約聖書』では、キリスト降誕に関しては「マタイによる福音書」と「ルカによる福音書」にわずかな記述があるにすぎない。前者には「マリアは子を生んだ」(1章25) とのみ記され、後者では「そこユダヤのダビデの町ベツレヘムにいる間に、マリアは産気満ちて初子を生んだので、まぐさおけに子を横たえた、それは旅籠に部屋がなかったからである」 (2章6-7) とわずかに状況描写を交えて描かれている。ルカは続いて、「羊飼いたちへのお告げ」と「羊飼いの礼拝」について語り、マタイは「東方三博士の礼拝」の様子を記述している。このように、「キリストの降誕」と「羊飼いの礼拝」、「東方三博士の礼拝」はすべて救い主キリストの降誕に関するものであるが、本来は異なった主題なのである。にもかかわらず、エル・グレコの時代には明確な区別はなく、画家の遺産目録でも「羊飼いの礼拝」はすべて「降誕図」とされている。

## 作品

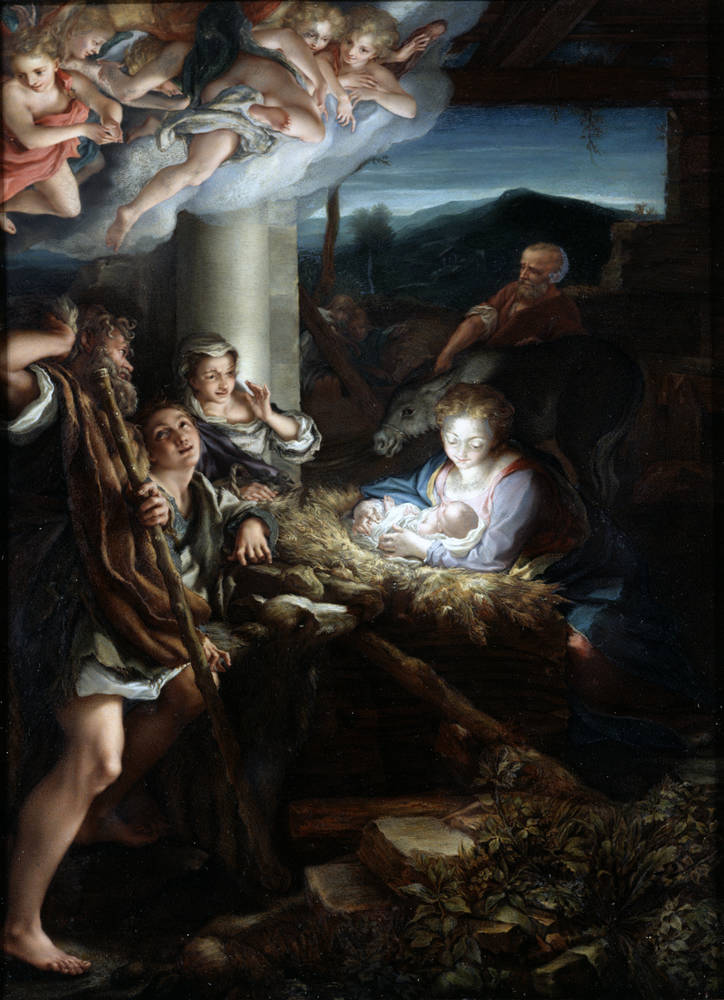
コレッジョ『羊飼いの礼拝』 (1530年ごろ)、 アルテ・マイスター絵画館、ドレスデン)

エル・グレコは本作を描く際、イタリア・盛期ルネサンス絵画の巨匠コレッジョが1530年ごろ、レッジョ・エミリアの教会の注文で描いた『羊飼いの礼拝』 (アルテ・マイスター絵画館、ドレスデン) に着想を得たと考えられる。どちらの画家の作品でも、幼子イエス・キリストから発せられる白い光が画面の中心を占め、鑑賞者の目を引きつけると同時に画面に参加するよう誘う。
構図の中心線上の地面に横たわる、脚を縛られた子羊は純潔を象徴すると同時に、イエスが人類救済のために犠牲の死を遂げることを予見する。上部では、天使たちがキリスト教会の「頌栄」の1句「天のいと高きところにいます神に光栄あれ…われらは汝を称え、汝を祝福す」をラテン語で記した巻物をはためかせながら、救世主の誕生を告げている。半ば暗闇に沈んだ周囲から、手足が長く引き伸ばされた人物たちが現れ、腕を伸ばしたり手ぶりを示たりしながら、イエス誕生の奇蹟の場面を取り囲んでいる。さまざまな色に彩られた明るい部分には、エル・グレコの筆触を見ることができる。また、それらの現世的でない明るい色調は、夜景であることにより強調されている。
本作にはエル・グレコの晩年の作品同様、抽象化への傾向が見られ、人物像の踊るような、せわしない動きが画面を生き生きとしたものにしている。なお、作品の構図は画家の同主題作の中でもバレンシア (スペイン) の総司教美術館にある『羊飼いの礼拝』とほぼ同じものとなっており、飼い葉桶の下にイエスを象徴する子羊、画面左端に1頭のろば、右側後方にイエスの誕生を天から告げられている羊飼いが描かれている点で共通している。しかし、本作にはより激しい筆致が見られる。

## エル・グレコの同主題作

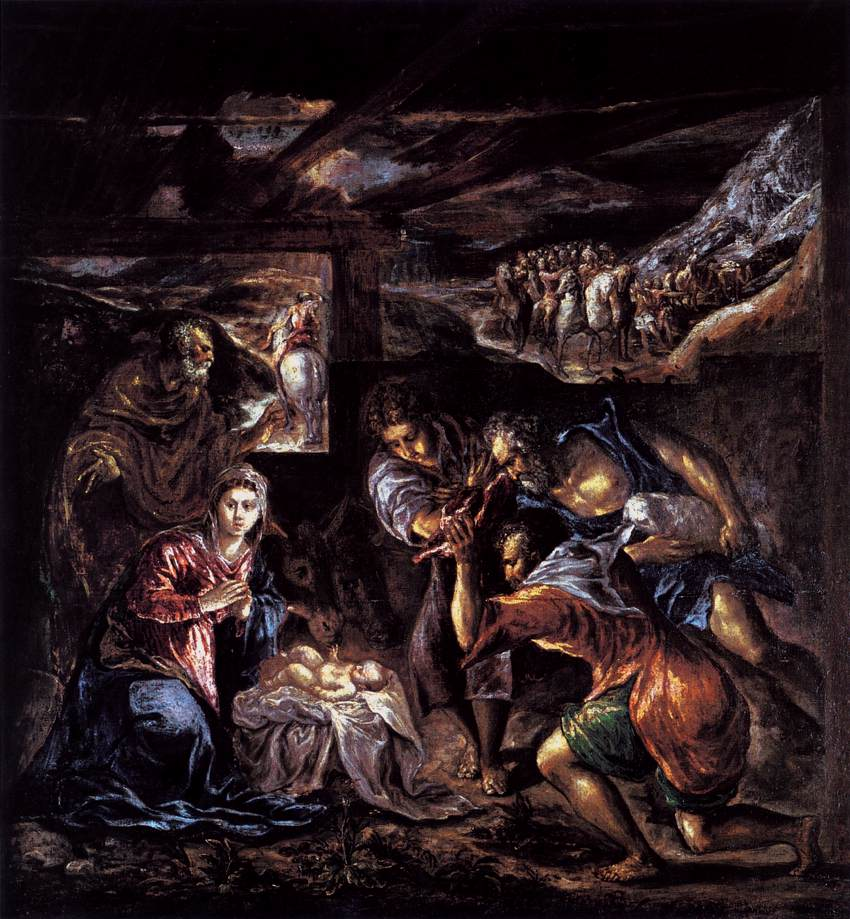
『羊飼いの礼拝』、1565年頃、個人蔵
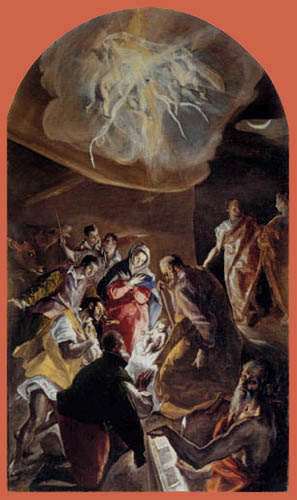
『羊飼いの礼拝』、サント・ドミンゴ・エル・アンティグオ聖堂の祭壇衝立の1部として描かれた作品、1577年、個人蔵
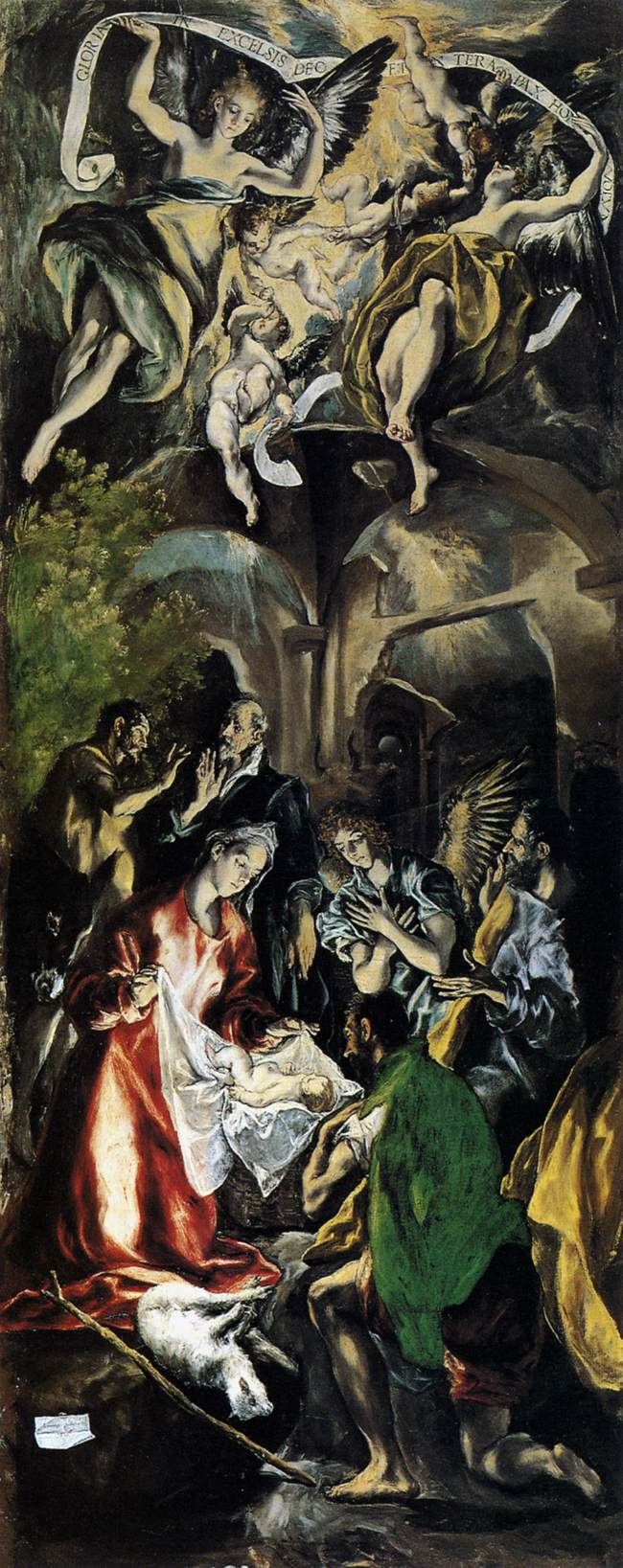
『羊飼いの礼拝』、ドーニャ・マリア・デ・アラゴン学院（英語版）の祭壇衝立の1部として描かれた作品、1596-1600年、ルーマニア国立美術館（英語版）
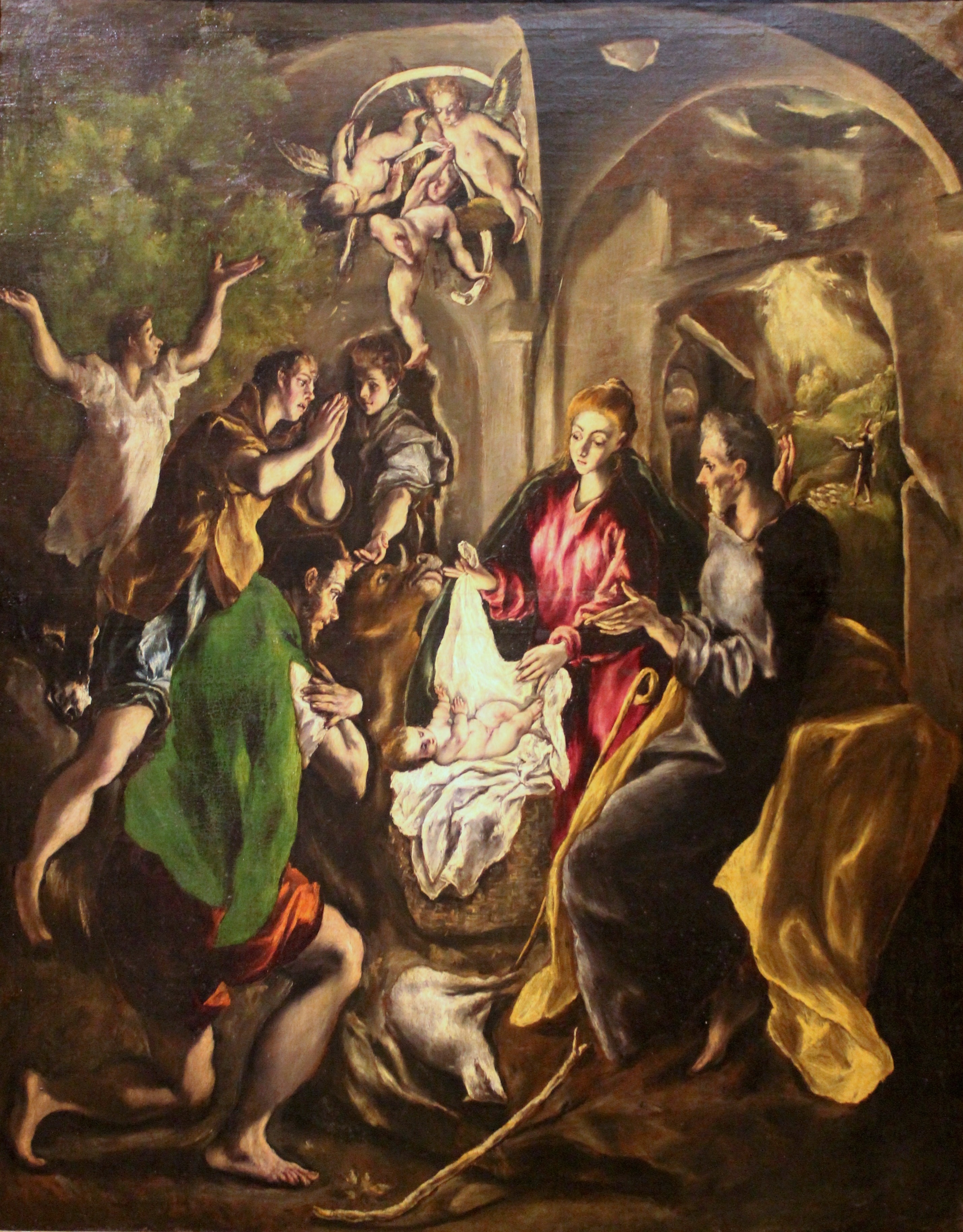
『羊飼いの礼拝』、1602年、総大司教美術館 (バレンシア)
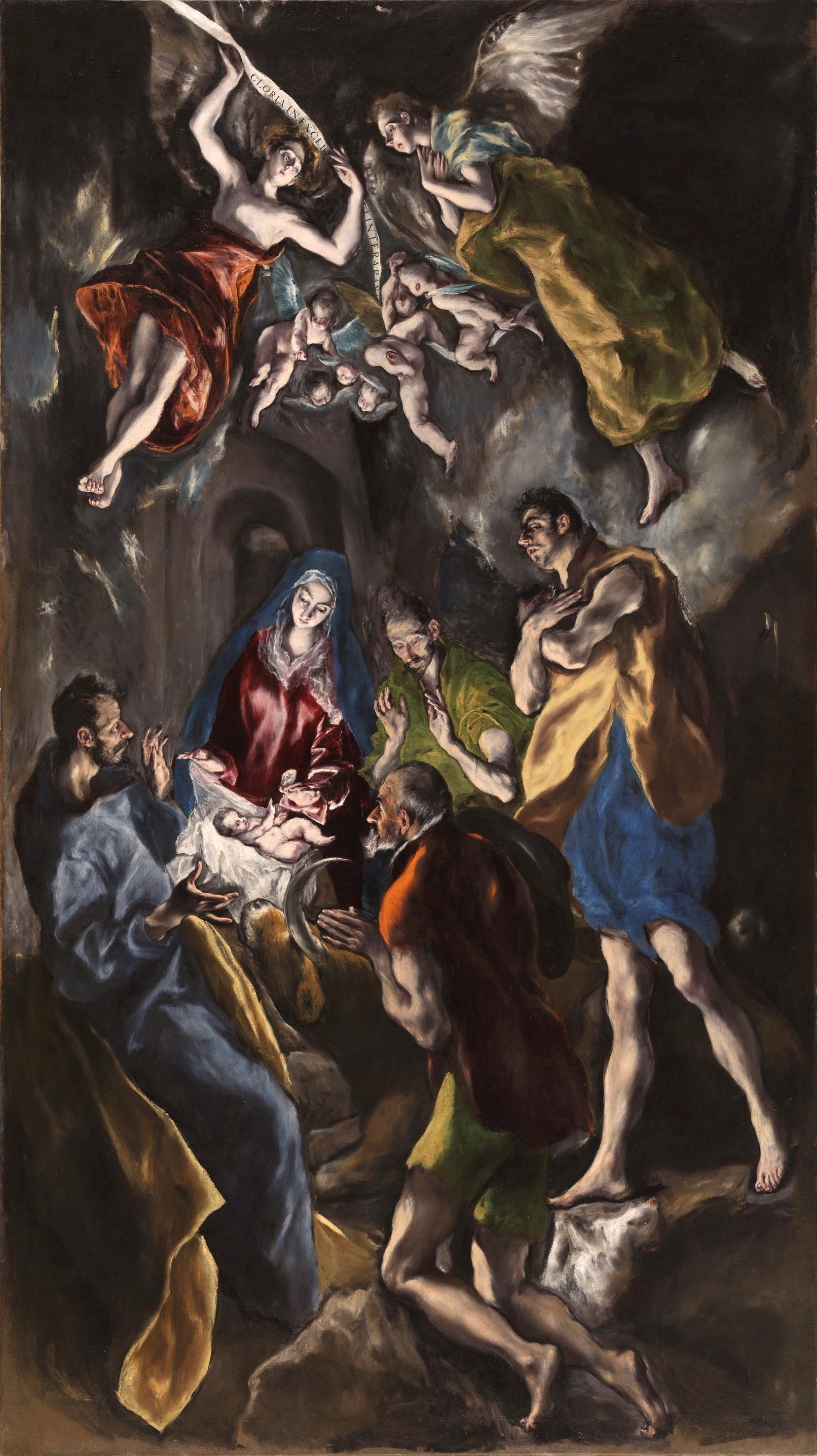
『羊飼いの礼拝』、1602年、プラド美術館 (マドリード)